# Vila Cova de Perrinho
Vila Cova de Perrinho é uma povoação portuguesa do município de Vale de Cambra que foi sede da extinta Freguesia de Vila Cova de Perrinho, freguesia que tinha 4,44 km² de área e 409 habitantes (2011), e, por isso, uma densidade populacional de 92,1 hab/km².
A Freguesia de Vila Cova de Perrinho foi extinta (agregada) pela reorganização administrativa de 2013, tendo o seu território sido integrado na então criada Freguesia de Vila Chã, Codal e Vila Cova de Perrinho.
A antiga freguesia de São João Baptista de Vila Cova de Perrinho, no termo da vila de Bemposta, era curato anexo à freguesia de Macieira de Cambra. Estando anexada para efeitos administrativos à freguesia de Carregosa, foi anexada à de Codal por alvará de 21 de fevereiro de 1903.

## Caracterização
Situada na extremidade norte do município, Vila Cova de Perrinho era a segunda mais pequena do Município de Vale de Cambra.
A antiga freguesia de Vila Cova tem uma enorme cumplicidade com a história do Reino de Portugal. É um dos locais povoados mais antigos da Península Ibérica.[carece de fontes?] Devido às suas características geográficas permitiram que, nos primórdios da humanidade, a as primeiras sociedades recolectoras se começassem a fixar neste território.34
É no planalto mais alto de Vila Cova de Perrinho (Rossio - situado a 550 metros de altitude) que se instala o "Castro de Cambra". O Castro de Cambra, um dos maiores do norte de Portugal, estava localizado num sitio estratégico, pois havia muita abundância de água, terrenos férteis e um rápido contacto com a floresta pois, esta permitia o acesso a madeira e pequenas plantas de recoleção.
De acordo com as escavações arqueológicas feitas, na última década do século XX foram encontrados no Rossio (junto a uma exploração agrícola (estufas), diversos artefactos datados da Idade do Bronze que se encontram no Museu da Arqueologia em Lisboa. De entre os artefactos, salienta-se: machados, peças em cerâmica, pequenos peças de ornamentação feminina, entre outros.[carece de fontes?]

## População
| Número de habitantes residentes | Número de habitantes residentes | Número de habitantes residentes | Número de habitantes residentes | Número de habitantes residentes | Número de habitantes residentes | Número de habitantes residentes | Número de habitantes residentes | Número de habitantes residentes | Número de habitantes residentes | Número de habitantes residentes | Número de habitantes residentes | Número de habitantes residentes | Número de habitantes residentes | Número de habitantes residentes |
| ------------------------------- | ------------------------------- | ------------------------------- | ------------------------------- | ------------------------------- | ------------------------------- | ------------------------------- | ------------------------------- | ------------------------------- | ------------------------------- | ------------------------------- | ------------------------------- | ------------------------------- | ------------------------------- | ------------------------------- |
| 1864                            | 1878                            | 1890                            | 1900                            | 1911                            | 1920                            | 1930                            | 1940                            | 1950                            | 1960                            | 1970                            | 1981                            | 1991                            | 2001                            | 2011                            |
| 202                             | 212                             | 251                             | 276                             |                                 |                                 |                                 |                                 | 460                             | 488                             | 494                             | 509                             | 486                             | 459                             | 409                             |

Por decreto de 21/11//1895 foi anexada à freguesia de Carregosa, do concelho de Oliveira de Azeméis. Por alvarã de 21/02/1903 foi anexada à freguesia de Codal. Pelo decreto lei nº  30.633, de 06/08/1940, foi desanexada da freguesia de Codal, passando a ser freguesia autónoma.

### Gráfico da Evolução populacional desde 1950

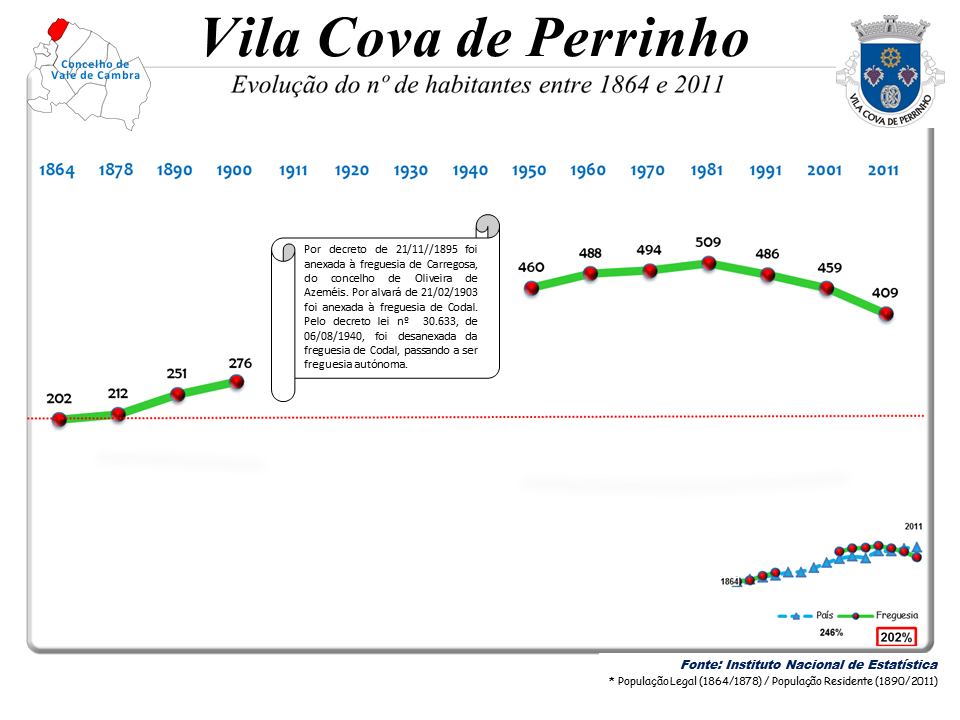

| Distribuição da População por Grupos Etários | Distribuição da População por Grupos Etários | Distribuição da População por Grupos Etários | Distribuição da População por Grupos Etários | Distribuição da População por Grupos Etários | Distribuição da População por Grupos Etários | Distribuição da População por Grupos Etários | Distribuição da População por Grupos Etários | Distribuição da População por Grupos Etários | Distribuição da População por Grupos Etários |
| -------------------------------------------- | -------------------------------------------- | -------------------------------------------- | -------------------------------------------- | -------------------------------------------- | -------------------------------------------- | -------------------------------------------- | -------------------------------------------- | -------------------------------------------- | -------------------------------------------- |
| Ano                                          | 0-14 Anos                                    | 15-24 Anos                                   | 25-64 Anos                                   | > 65 Anos                                    |                                              | 0-14 Anos                                    | 15-24 Anos                                   | 25-64 Anos                                   | > 65 Anos                                    |
| 2001                                         | 68                                           | 45                                           | 253                                          | 93                                           |                                              | 14,8%                                        | 9,8%                                         | 55,1%                                        | 20,3%                                        |
| 2011                                         | 41                                           | 50                                           | 215                                          | 103                                          |                                              | 10,0%                                        | 12,2%                                        | 52,6%                                        | 25,2%                                        |

## Lugares da Freguesia
- Rossio
- Pena
- Rio
- Carvalhal do Chão
- Meio d`Aldeia
- Devesa
- Cimo d`Aldeia
- Fundo d`Aldeia
- Viso da Mó

### População atual por lugar (2018)
| Lugar             | N.º de Habitantes | % da população |
| ----------------- | ----------------- | -------------- |
| Rossio            | 72                | 21.18%         |
| Pena              | 24                | 7.06%          |
| Rio               | 19                | 5.56%          |
| Carvalhal do Chão | 22                | 6.47%          |
| Meio d`Aldeia     | 64                | 18.82%         |
| Devesa            | 36                | 10.58%         |
| Cimo d`Aldeia     | 27                | 7.94%          |
| Fundo d´Aldeia    | 33                | 9.71%          |
| Viso da Mó        | 43                | 12.64%         |

Tabela da população atual (dados de 2021) - 344 habitantes
| Lugar             | N.º de Habitantes | % da população |
| ----------------- | ----------------- | -------------- |
| Rossio            | 70                | 20.34%         |
| Pena              | 31                | 9.01%          |
| Rio               | 16                | 4.65%          |
| Carvalhal do Chão | 24                | 6.97%          |
| Meio d`Aldeia     | 54                | 15.70%         |
| Devesa            | 38                | 11.05%         |
| Cimo d`Aldeia     | 40                | 11.62%         |
| Fundo d´Aldeia    | 36                | 10.46%         |
| Viso da Mó        | 35                | 10.17%         |

## Património
- Igreja de São João Baptista (matriz)
- Cruzeiro
- Casa setecentista junto à igreja
- Casas dos Padres e do Engenho do Linho
- Pisão dos Lagos
- Núcleo de moinhos de água

## Resultados Eleitorais
Eleições Autárquicas de 1993 para a Junta de Freguesia
| Partido | Votos | % de Votos | Mandatos |
| ------- | ----- | ---------- | -------- |
| CDS/PP  | 231   | 59.54%     | 4        |
| PPD/PSD | 128   | 32.99%     | 3        |
| PS      | 19    | 4.90%      |          |
| PCP/PEV | 3     | 0.77%      |          |

Eleições autárquicas de 1997 para a Junta de Freguesia
| Partido | Votos | % de Votos | Mandatos |
| ------- | ----- | ---------- | -------- |
| CDS/PP  | 227   | 58.06%     | 5        |
| PPD/PSD | 106   | 27.11%     | 2        |
| PS      | 44    | 11.25%     |          |

Eleições Autárquicas de 2001 para a Junta de Freguesia
| Partido | Votos | % de Votos | Mandatos |
| ------- | ----- | ---------- | -------- |
| CDS/PP  | 191   | 49.74%     | 4        |
| PPD/PSD | 183   | 47.66%     | 3        |

Eleições Autárquicas de 2005 para Junta de Freguesia
| Partido | Votos | % de Votos | Mandatos |
| ------- | ----- | ---------- | -------- |
| PPD/PSD | 216   | 56.89%     | 4        |
| CDS/PP  | 105   | 27.56%     | 3        |
| PS      | 38    | 9.97%      |          |
| PCP/PEV | 11    | 2.89%      |          |

## Rancho Folclórico "A Primavera" de Vila Cova de Perrinho
Teve a sua fundação em 24 de junho de 1958, atuando em público pela primeira vez na sua freguesia, na festa em honra do padroeiro São João Baptista. É assim, o mais antigo Rancho Folclórico do concelho de Vale de Cambra e um dos mais antigos no país. É sócio fundador da Federação do Folclore Português e filiado no INATEL, e a sua ação centra-se na divulgação da etnografia e folclore da sua região.
Esta freguesia está inserida numa zona de transição entre o litoral e interior. Assim, após várias e apuradas recolhas dos usos e costumes, o Rancho “A Primavera” apresenta, trajes, actividades laborais, e as danças e cantares d’entre os fins do Séc. XIX e os meados do Séc. XX. Exibindo assim este património cultural de características serranas mas também com “vestígios” da zona litoral “vareira”. Devido fundamentalmente a intercâmbios de cultura e comércio, por exemplo nas feiras e romarias em que estas gentes eram frequentadores comuns.
De entre os trabalhos que se faziam nesta terra o Rancho retracta com o maior rigor os do “ciclo do linho”, demonstrando como se faziam os linhares e as espadeladas, com as tradicionais cantadas á moda antiga a duas vozes “cantar e voltar”, onde não faltavam os serandeiros. Em todas s suas exibições apresenta de uma forma retrospectiva, uma pequena encenação destes trabalhos que não deixam indiferentes quem assiste. Pois para quem os recorda, lá com a lágrima no canto olho, muito aplaude.
Para além de outros eventos tem participado em centenas de actuações, e nomeadamente festivais nacionais e internacionais, em Portugal e no estrangeiro.
É composto por 10 pares dançantes, 1 viola braguesas, 3 cavaquinhos, 1 violão, 1 concertina, 2 acordeões, 1 bombo, ferrinhos, 1 cantador e 3 cantadeiras e um bom coro.
Organiza o seu Festival de Folclore anual ” LINHAR “, bem como várias actividades ligadas à cultura popular: Desfolhadas, Ciclo do linho e Magusto e outros convívios de índole popular.
Existe o Rancho a Primavera de S. João Baptista, Rancho este fundado em 1977,após quase 20 anos de ter acabado o Rancho a Primavera,e o Rancho Infantil de S. João Baptista, por motivos divergentes e pessoais entre famílias e o Rancho a Primavera ter-lhe sido vendido alguns instrumentos, como a concertina, imprescindível num rancho em haste publica,e então passado tantos anos alguém se lembrou de formar o rancho, com a fusão dos dois nomes dos antigos ranchos ,A PRIMAVERA de S. JOÃO BAPTISTA de V.Cova de Perrinho,...que após quinze dias foi convidado para as comemorações do 25 de Abril de 1977, e fizeram parte elementos fundadores dos dois antigos Ranchos que existiram na década cinquenta...a primeira saída fora de V.Cambra foi em S. Cruz da Trapa....Foi integrado na Casa do Povo de V.Cambra, era o representante da casa do Povo de V.Cambra, por todo o País, a Freguesia  esta situada entre o litoral e interior,a sua agricultura e vasta desde o milho , o vinho , o centeio,a cevada,  o e o Linho, e actualmente a cultura do Mirtilo, exportações desse mesmo fruto...terra fértil ... O rancho e composto por oito pares de dançadores, 2 concertinas 2 braguesas, 1 cavaquinho, ferrinhos, e um Coro  com 2 cantadores 3 cantadeiras, ..As desfolhadas , magusto, são tradições antigas na terra, momentos de convívio entre as pessoas e animação....